# Tom Clancy’s Splinter Cell (Computerspiel)
Tom Clancy’s Splinter Cell ist ein von Ubisoft Montreal und Ubisoft Schanghai entwickeltes Stealth-Spiel und der erste Teil der Splinter-Cell-Reihe. Er wurde 2002 vom Mutterkonzern Ubisoft zunächst exklusiv für die Xbox veröffentlicht. Versionen für Microsoft Windows, PlayStation 2 und Nintendo GameCube folgten im Jahr 2003.
Das Spiel handelt von dem Agenten Sam Fisher, der für den fiktiven amerikanischen Geheimdienst Third Echelon der NSA arbeitet. Dieser entsendet ihn zu verschiedenen Missionen, meist hinter der feindlichen Front. Der Schwerpunkt bei diesen Missionen liegt weniger auf dem für Shooter üblichen Ausschalten von Feinden, vielmehr ist das unbemerkte und lautlose Vorgehen zentrales Element.
Splinter Cell spielt im Jahr 2004 und in Asien, vor allem im Transkaukasus und in Myanmar. Es handelt von dem fiktiven georgischen Präsidenten Nikoladze, dessen Plan es ist, das Nachbarland Aserbaidschan zu erobern. Third Echelon, das in den Fall durch die Ermordung zweier ihrer Agenten in Georgien involviert wurde, entsendet Fisher, um den geplanten Angriff zu verhindern.
Das Spiel erhielt aufgrund seines neuartigen Spielprinzips sehr gute Bewertungen. Die aggregierte Gesamtwertung aller Versionen bei Metacritic beträgt etwa 90 von 100 Punkten.
2004 erschien mit Tom Clancy’s Splinter Cell: Pandora Tomorrow ein Nachfolger.

## Handlung
Die Handlung spielt im Jahr 2004. Die CIA nimmt Kontakt zu NSA-Abgesandten auf, da sie den Kontakt zu einem ihrer Agenten, Alison Madison verloren haben. Ein zweiter Agent namens Blaustein wurde in Tiflis eingeschleust, um den Kontakt zu der gerade erst verschwundenen Alison Madison wiederherzustellen. Als auch er verschwindet, schickt Third Echelon den Geheimagenten Sam Fisher vor Ort, um die Lage einzuschätzen und den Kontakt zu den verschwundenen Agenten herzustellen.
Im Polizeirevier in Tiflis aber findet man die Leichen der beiden Agenten. Ihnen wurden ihre Implantate entfernt. Die Indizien der Tat führen ins georgische Verteidigungsministerium. Deswegen begibt sich Sam sofort dahin. Dort erfährt er, dass der neue georgische Präsident Nikoladze hinter der ganzen Sache steckt. Sein Plan ist, "unbemerkt" mit Waffengewalt Aserbaidschan zu erobern. Die Spuren führen Fisher auf eine Bohrinsel im kaspischen Meer. Dort muss er einen Techniker verfolgen, der im Besitz eines wichtigen Computers ist, in dem sich wichtigen Daten zu Kontaktpersonen befinden. Der Techniker muss sich jedoch in diesen Computer erstmal einloggen. Zwischenzeitlich begibt sich die NATO wegen des geplanten Angriffs Nikoladzes nach Aserbaidschan und greift die Bohrinsel an. Nach einer Planänderung muss Sam den Techniker überwältigen und den Computer bergen. Da Third Echelon diesen Computer ausgewertet hat, wissen sie nun, dass sich innerhalb der Reihen der CIA ein Maulwurf befindet. Sam hackt den Hauptserver der CIA und findet heraus, dass dieser Maulwurf Mitchell Dougherty heißt. Er muss Dougherty überwältigen, und zu seinen Kollegen bringen, die draußen auf ihn warten. Verhöre zeigen aber, dass Dougherty nur die Angewohnheit hat, wichtige Daten auf ungeschützten Computern zu lagern. Indessen versucht die IT-Spezialistin Anna Grimsdóttir den Ort der Hackerangriffe ausfindig zu machen, dieser Versuch schlägt jedoch fehl und sie wird entdeckt, aber jetzt ist der Ort der Angriffe bekannt; ein Firmengebäude namens Kalinatek. Die Terroristen im Kalinatekgebäude haben jetzt gemerkt, dass ihre Tarnung aufgeflogen ist, und beginnen mit der Vernichtung von Beweisen, zu denen sie auch ihre Computertechniker und -hacker zählen. Einer dieser Hacker ist im Besitz von wichtigen Informationen. Diesen muss Sam finden und verhören.
Danach muss er die chinesische Botschaft in Myanmar infiltrieren, da ein chinesischer General namens Feirong unter dem Verdacht steht, mit Nikoladze unter einer Decke zu stecken. Er hört ein Gespräch zwischen Nikoladze und ihm ab und erfährt, dass drei gefangene amerikanische Soldaten in einem Schlachthof exekutiert werden sollen. Diese Exekution wollen Nikoladze und seine Männer weltweit übertragen. Um das zu verhindern, müssen die Sendeantenne ausgeschaltet und die Soldaten befreit werden. Während der Mission stößt Fisher auf chinesische Diplomaten, die ihm und seinem Stab mitteilen, dass der chinesische General zu einer Splittergruppe gehört und nicht im Namen der Regierung handelt. Darum begibt sich Sam wieder in die Botschaft, aber diesmal, um den General gefangen zu nehmen, und Beweise für sein eigensinniges Handeln zu finden. Der General befiehlt alle Festplatten zu zerstören, um somit die Beweise zu vernichten. Ferner will er Atomwaffen per LKW schicken, um Taiwan einzunehmen. Sam gelingt es, das Zerstören aller Festplatten sowie den Versand der Atomwaffen zu verhindern. Er überwältigt den inzwischen betrunkenen General, um ihn zur Rechenschaft zu stellen und Beweise für dessen Verbindung zu Nikoladze offenzulegen. Er bringt ihn dazu, sich bei seinem Computer einzuloggen und legt die Beweise offen. Kurz danach stirbt der General an einer Alkoholvergiftung. Die letzte Mission führt ihn wieder nach Georgien, in den georgischen Präsidentenpalast. Er muss Nikoladze, der inzwischen durch eine Marionette der CIA, seine Präsidentschaft und somit all seine Macht verloren hat, gefangen nehmen und den Zünder einer tragbaren Atombombe, der sogenannten „Arche“, finden. Nikoladze ist schon in Sams Händen, doch er wird von einer Spezialeinheit wieder befreit. Sam setzt die Soldaten der Spezialeinheit außer Gefecht und gelangt auf einen Balkon. Dort entdeckt und tötet er Nikoladze. Sams Arbeit ist nun zu Ende und er flüchtet schleunigst aus dem Palast und springt in die Osprey, ein Flugzeug der NSA.

## Spielprinzip
Das Spiel ist ein Stealth-Shooter. Daher spielt Tarnung eine wichtige Rolle. Für die Tarnung sind die vorherrschenden Lichtverhältnisse wichtig. Der Spieler besitzt in seinem Head-Up-Display eine Anzeige, die ihm anzeigt, wie sichtbar die Spielfigur für Gegner ist. Hält er sich in unbeleuchteten Zimmerecken auf, ist er so gut wie unsichtbar. Hält er sich dagegen in der Nähe von Lampen auf, kann er leicht von Gegnern gesehen werden. Daher ist der Spieler stets darum bemüht, die Umgebung so dunkel zu halten wie es geht. In erster Linie geschieht dies durch Ausschalten von Lichtquellen.
Damit der Spieler sich in Dunkelheit zurechtfinden kann, ist er mit einem Nachtsichtgerät und einer Wärmebildkamera ausgestattet. Weiterhin verfügt er, da es ja bei den Missionen auf List und Schnelligkeit anstatt auf rohe Gewalt ankommt, über eine begrenzte Zahl von Waffen. Dazu zählen in erster Linie schallgedämpfte Pistolen, Gewehre und Granaten. Die Munition, die der Spieler für die Missionen erhält, ist allerdings sehr begrenzt. Nur selten bietet sich ihm die Möglichkeit, die eigenen Munitionsvorräte aufzufüllen. Daher ist der Spieler häufig gezwungen, Nahkampfattacken aus dem Hinterhalt zu führen, um den Gegner kampfunfähig zu machen. Einen kampfunfähigen Gegner kann der Spieler verhören, durchsuchen oder als einen Schutzschild vor feindlichem Beschuss verwenden.

## Entwicklung
Splinter Cell wurde im Jahre 2002 für die Xbox, im Jahre 2003 für den PC, die PlayStation 2, den Nintendo GameCube, den Game Boy Advance, das N-Gage, und im Jahre 2004 für den Macintosh veröffentlicht. Insgesamt wurde das Spiel nach Angaben von Ubisoft sechs Millionen Mal verkauft. Seit dem Jahr 2011 ist dieser Teil der Splinter-Cell-Reihe auch auf der PlayStation 3 im offiziellen PlayStation Store und als „Splinter Cell – Trilogy“ mit den beiden Nachfolgern als nachbearbeitete Version in HD und 3D verfügbar.
Splinter Cell basiert grafisch auf einer modifizierten Version der Unreal Engine, welche es ermöglicht, detaillierte Schatten darzustellen. Der Spieler hat dadurch die Möglichkeit, Konflikten aus dem Weg zu gehen, indem er die schattigen Abschnitte der Level nutzt, um unerkannt seine Einsatzziele zu erreichen.
Für die Xbox wurden über Xbox Live drei Erweiterungs-Level kostenlos zum Download angeboten. Dieselben Level wurden für den PC als Splinter Cell Mission Pack betitelt im Handel verkauft. Mit dem Erscheinen der in Deutschland nicht veröffentlichten Special Edition von Splinter Cell: Chaos Theory wurde allerdings ein Patch in der Version 1.3 der Öffentlichkeit zugängig gemacht, der diese Level kostenlos installiert. Die Level führen die Handlung des Hauptspiels weiter.

### Fassungsunterschiede
Die Fassungen für PC und Xbox und die Fassung für GameCube und PlayStation 2 unterscheiden sich leicht voneinander. So wurden für GameCube und PlayStation 2 Levels gekürzt und der Schwierigkeitsgrad herabgesenkt, darüber hinaus wurden aufgrund der geringeren Leistungsfähigkeit diverse Licht-, Schatten und Partikeleffekte reduziert. Im Gegenzug wurden die Zwischensequenzen in der PS2-Version komplett neu gerendert und ein zusätzliches, exklusives Level hinzugefügt. Die Gamecube-Version blieb aufgrund der geringeren Speicherkapazität der Mini-DVDs ohne diese Zusätze.
Für den Nintendo Game Boy Advance und für Mobiltelefone erschien eine Version von Splinter Cell, die in 2D gehalten war und nicht die Atmosphäre des Originals enthielt.
2011 wurde Splinter Cell zusammen mit den beiden Nachfolgern in einer grafisch überarbeiteten Version für die PlayStation 3 als Splinter Cell Trilogy HD veröffentlicht. Als Basis für die Portierung diente die PC-Version, weshalb die neu gerenderten Zwischensequenzen der PlayStation-2-Fassung nicht enthalten waren. Auch wurden die auf dem PC als Mission-Pack veröffentlichten Zusatzmissionen der Xbox- und PlayStation-2-Fassungen nicht integriert.

## Rezeption

### Bewertungen in Spielemagazinen
„So schön kann 3D-Action sein: Cleveres Missionsdesign, spielerische Freiheiten und todschicke Grafik machen Splinter Cell zum echten Ausnahme-Titel. Der beste Agenten-Einsatz, den es je auf dem PC gab.“

„Splinter Cell macht einen ausnehmend durchdachten Eindruck. Hitman 2 ist in Sachen Atmosphäre und Abwechslungsreichtum keine Konkurrenz, das fast drei Jahre alte Dark Project 2 ist zwar ähnlich spannend, aber technisch völlig veraltet.“

„Sam Fisher ist unser neuer Gott!“

„PC-Actionfans werden „Splinter Cell“ lieben.“

„Auch auf dem PC der Hammer: Das Spiel wird alle fesseln, egal ob Shooter- oder Strategie-Fans“